# Симон, Бернд
Бернд Симон (нем. Bernd Cornelius Simon; 24 августа 1946, Гамбург — 27 ноября 2017, Мюнхен) — немецкий поп-певец, музыкальный продюсер и актёр озвучивания. Сын поп-музыканта Ханса Арно Симона.
Записал первый сингл в 1967 году. На рубеже 1960—1970-х гг. начал работать в Германии как продюсер, в том числе представляя в стране интересы таких зарубежных поп-звёзд, как Агнета Фельтског и Даниэль Жерар (в 1971 г. продюсировал немецкую версию хита Жерара Butterfly, 15 недель возглавлявшую в ФРГ чарт). В 1973 г., взяв псевдоним Симон Баттерфляй (англ. Simon Butterfly), выступил с самой знаменитой собственной песней Rain, Rain, Rain, достигшей 20-го места в германском чарте, 17-го в австрийском и 4-го в швейцарском; эта песня, однако, приобрела наибольшую известность в виде французской кавер-версии в исполнении Мари Лафоре (Viens, viens), существует также русская версия «Дождь», входившая в репертуар Бисера Кирова, а также кавер-версия Эдиты Пьехи (Viens https://music.yandex.ru/album/1762117/track/28722399). На протяжении последующих восьми лет Симон выпустил ещё ряд песен, не имевших особого успеха. Одновременно он продолжал работать как продюсер с различными немецкими поп-исполнителями (в частности, с Кристиной Бах).
После 1985 г. Симон, в основном, работал как артист озвучивания. Наиболее известная работа — озвучка Мо Сизлака в немецкой трансляции сериала «Симпсоны».